# 丹尼尔·卡尔顿·盖杜谢克
丹尼尔·卡尔顿·盖杜谢克（英語：Daniel Carleton Gajdusek，1923年9月9日—2008年12月12日），美国科学家，具有斯洛伐克和匈牙利血统。由于在苦鲁病上的贡献，他与巴鲁克·塞缪尔·布隆伯格一起获得了1976年的诺贝尔生理学或医学奖。
2008年12月12日，蓋杜謝克於訪問挪威特羅姆瑟當地學院時死亡。

## 早年
盖杜谢克1923年9月9日在美国纽约州的揚克斯。他从小对自然界特别地感兴趣。他上了当地最好的小学，成绩领先。1939年，年仅16岁的盖杜谢克考入了罗彻斯特大学医学院，在罗彻斯特大学毕业后，又到了哈佛大学医学院，并获得了医学博士的学位。盖达塞克走出学校的第一份工作，是接受了纽约州哥伦比亚长老会医院的聘请，到该会当了一名医生。后来，由于工作的需要，他又来到俄亥俄州儿童医院工作。

## 研究
1950年代初，在南太平洋岛国新几内亚西部高地的原始森林中，当地土著氏族法雷人流行着库鲁病。盖杜谢克决心征服这种病。最初，他认为病原是微生物，可是没有从病人身上发现微生物，后来又按病毒追查仍然没有查出结果。于是，盖达塞克放弃了在微生物或病毒身上查找原因的想法，把目光转移到了人们日常的食物上。他对当地民族的饮食进行了彻底的检查，也没有发现其中有什么致病原因。他又怀疑是金属致病，将当地的饮用水和土壤的成分检查了一遍，但仍然没有找出原因。为了查找到这种怪病致病的原因，盖达塞克和福鲁族人每天生活在一起仔细观察，但最终还是否定了致病原存在于日常生活中的想法。
村里一位德高望重的长老因库鲁病逝世。为了追思长老的恩德，家族成员和亲朋好友们通宵达旦地聚集在一起，把长老的头割下来，把脑子切成片分给出席仪式的人们，他们把脑片送进嘴里吃掉。盖杜谢克一直在旁边仔细地观看着，上前领了一片脑子。他把这片脑子带回去后研碎，仔细地检测上面是否有微生物或病毒的存在，但仍然什么也没有找到。他又把从这片脑子里抽取的蛋白粒子移植到猩猩的脑子里，然而，猩猩并没有出现他预想的症状。
然而过了一段时间猩猩发病了，他又选取一小片库鲁病死者的脑子，重新研碎后，用微生物无法通过的滤器滤了一遍，去除其他物质只留下蛋白质部分，最后，把切割成许多小块的蛋白粒子，移植到了健康猩猩的脑内。结果这头猩猩又发病了。他又提取了这头猩猩的脑子，按前述过程作了一番处理，移植给一头健康的猩猩。这头猩猩也出现了库鲁病的症状。他在进一步的实验中发现，这个蛋白粒子如果通过蛋白分解酶处理后再移植，猩猩就不会发病。从这些实验结果中，盖杜谢克得出结论：库鲁病的病原是一种侵害入的大腦和神经系统的慢性病毒，它以脑组织为主要寄主，可以长期地潜伏。后来证明，病原体是一种朊毒体。

## 儿童性骚扰案
為了杜絕部落傳統陋習，蓋杜謝克帶了五十六名南太平洋的小孩回美國接受教育。當時，他帶回去的大部分是男孩子，但沒想到之後卻對這些孩子施以性虐待，被告上法院。這可說是諾貝爾史中，最駭人聽聞的醜聞。
1996年4月被指控猥亵儿童罪，根据他的个人日记和受害者的陈述定罪。在1997年，他认罪，被判处12个月监禁。在1998年出狱后，他被允许在欧洲进行他五年的无监督缓刑。之後住在阿姆斯特丹、巴黎和特罗姆瑟，再也没有回到美国。

## 著作
- 《出血热病与真菌中毒》
- 《原始部落儿童与疾病类型发展的研究》
- 《慢性潜伏温和性病毒感染》
- 《与库鲁病相关的遗传学研究》
- 《库鲁病》